# Порт Салерно (Флорида)
Порт Салерно (енгл. Port Salerno) насељено је место без административног статуса у америчкој савезној држави Флорида.

## Демографија
По попису из 2010. године број становника је 10.091, што је 50 (-0,5%) становника мање него 2000. године.
| Група             | 2000.         | 2010.         |
| Белци             | 8.440 (83,2%) | 7.499 (74,3%) |
| Афроамериканци    | 705 (7,0%)    | 920 (9,1%)    |
| Азијати           | 69 (0,7%)     | 68 (0,7%)     |
| Хиспаноамериканци | 827 (8,2%)    | 1.488 (14,7%) |
| Укупно            | 10.141        | 10.091        |